# خطؤك (فلم)
خطؤك (بالإسبانية: Culpa Tuya وبالإنجليزية: Your Fault) هو فيلم درامي رومانسي إسباني صدر عام 2024 من إخراج دومينغو جونزاليس استنادًا إلى سلسلة "الخطاة" من تأليف مرسيدس رون وبطولة نيكول والاس وغابريل غيفارا . يعتبر تكملة مباشرة لفيلم "خطئي" (2023).

## القصة
بعد أحداث الجزء الأول، تتابع القصة علاقة الحب المعقدة بين نواه ونيك، الأخوين غير الشقيقين اللذين تربطهما علاقة محرمة. ينتقل نيك للعمل في سان فرانسيسكو حيث يلتقي بزميلته صوفيا التي تبدأ في لفت انتباهه، مما يثير شكوك نواه وغيرة قلبها. في الوقت نفسه، تبدأ نواه حياتها الجامعية حيث تلتقي بمايكل، الشاب الداعم لها، الذي يشكل تهديدًا لعلاقتها بنيك. تتصاعد التوترات عندما تدخل بريار، صديقة نيك السابقة، في الصراع التي تخفي سرا غامضا وتحاول زعزعة الثقة بين نواه ونيك، كما تكشف والدة نيك عن أسرار عائلية تهدد العلاقة.

## طاقم الممثلين
- نيكول والاس بدور نواه
- غابريل غيفارا بدور نيك
- مارتا هازاس في دور رافاييلا
- إيفان سانشيز في دور ويليام
- فيكتور فارونا بدور ليون
- إيفا رويز بدور جينا
- غويا توليدو في دور أنابيل
- غابرييلا أندرادا في دور صوفيا
- أليكس بيجار في دور براير
- خافيير مورجاد في دور مايكل
- فيليبي لوندونيو بدور لوكا
- خايمي أوردونيز في دور إستيبان

## الإنتاج
صُوّر "خطؤك"، التكملة لفيلم "خطئي"، بالتزامن مع الجزء الثالث "خطؤنا". وقد اختُتم التصوير المشترك للفيلمين في العاصمة الإسبانية مدريد في فبراير 2024. الفيلم من إنتاج شركة "أفلام بوكيبسي"، بإشراف كل من أليكس دي لا إغليسيا وكارولينا بانغ، وذلك بالتعاون مع أستوديوهات أمازون أم جي أم.

## الإصدار
أقيم العرض الأول للفيلم بساحة "بالاثيو فيستاليغري" في مدريد يوم 18 ديسمبر 2024، بحضور 4000 من المعجبين. وأصبح الفيلم متاحًا عالميًا على منصة أمازون برايم فيديو في 27 ديسمبر 2024.

## استقبال
على موقع تجميع المراجعات "روتن توميتوز"، حصل فيلم "خطؤك" على نسبة تقييم إيجابي بلغت 20% من أصل 10 مراجعات نقدية، بمتوسط تقييم 4.2 من 10.
وصفت باولا باردو لوز من مجلة "سينيمانيا" الفيلم بأنه "يؤدي الغرض منه، فهو مسلّ وممتع كثيرًا، ويتركك متشوقًا لمعرفة ما سيحدث في الجزء الثالث والأخير من السلسلة"، مانحة إياه 3 من 5 نجوم.
من جانبه، منح بيتر برادشو من صحيفة "ذا غارديان" الفيلم نجمة واحدة من أصل 5، واصفًا إياه بأنه "دراما رومانسية غريبة ومدمرة للعقل"، وأضاف أن الفيلم "يجعل أي مسلسل تلفزيوني عشوائي في فترة ما بعد الظهيرة يبدو وكأنه من إخراج إنغمار برغمان".
أما أليخاندرو مورِياس من موقع "أي جي أن" فقد منح الفيلم 6 نقاط (بتصنيف "مقبول")، معتبرًا أنه "حتى إن نظرنا إليه من منظور بالغ وعتيق، فقد لا يمكننا سوى مشاهدته بمزيج مَرَضي من الرعب والانبهار"، لكنه في النهاية "لا يزال ممتعًا للغاية".
أصبح "خطؤك" أكبر إصدار دولي (غير ناطق بالإنجليزية) لفيلم أصلي على منصة أمازون برايم فيديو حتى تاريخه، إذا استُثنيت مشاهدات البلد الأصلي للفيلم.

## تكملة
من المتوقع إصدار الجزء الثالث والأخير من السلسلة بعنوان "خطؤنا" في أكتوبر 2025.